# Glinik Dolny
Glinik Dolny – wieś w Polsce położona w województwie podkarpackim, w powiecie strzyżowskim, w gminie Frysztak.
| SIMC    | Nazwa | Rodzaj    |
| ------- | ----- | --------- |
| 0649143 | Budy  | część wsi |

Wieś graniczy z miejscowościami: Twierdza, Widacz, Lubla, Glinik Średni i od północy z Frysztakiem. Nazwa najprawdopodobniej pochodzi od dominującego typu gleby – gliny. Wszystko wskazuje także na to, iż dawniej gliniki tworzyły jedną całość (najstarsze dokumenty mówią o Gliniku). Nie można też jednoznacznie określić, kiedy nastąpił podział.

## Historia
Ślady obecności człowieka na tym terenie sięgają neolitu. Pierwsze wzmianki o tej miejscowości pochodzą z roku 1277 i 1474 kiedy to Bolesław Wstydliwy, a później Kazimierz Jagiellończyk uwalniali wsie należące do Cystersów z klasztoru w Koprzywnicy od różnych danin. W 1374 r. sołtysami wsi Glinik byli Jan syn Bertolda i niejaki Harbard, którzy piastowali również wójtostwo w pobliskim Frysztaku i sołectwo we wsi Kobyle. W rękach Cystersów koprzywnickich wieś (podobnie jak pobliski Frysztak) pozostawała do 1527 r. Po procesach sądowych z lat 1520-1522 ze szlachecką i wpływową na tych terenach rodziną Frysztackich  klasztor koprzywnicki zgodził się wówczas na zamianę wsi Glinik i miasta Frysztak na wsie Kozłówek i Oporówki w pilzneńskim.
Kolejnymi właścicielami Glinika byli między innymi: Ankwicz i Bobola. W siedemnastym wieku mieli tu dworek Rojowscy. Późniejszym właścicielem był baron Lassollaye, który sprzedał dobra Konstantemu Kiernickiemu. Po zespole dworskim pozostały resztki parku ze starymi drzewami.
W miejscowości ulokowany jest kirkut i cmentarz choleryczny – oba z XIX w. W centrum wsi przy drodze kapliczka przydrożna wybudowana na planie prostokąta, zwieńczona dwuspadowym dachem i krzyżem.
Pokłady gliny wykorzystywane są od lat przez funkcjonującą cegielnię. Tradycyjne nazwy części wsi to: Budy, Łysa Góra, Rogale,Granice
Wierni Kościoła rzymskokatolickiego należą do parafii Narodzenia Najświętszej Maryi Panny we Frysztaku.

## Gospodarka
We wsi działa cegielnia i dom pomocy społecznej dla ludzi nerwowo chorych.
W latach 1975–1998 miejscowość administracyjnie należała do województwa rzeszowskiego.